# Giuseppe Montanelli

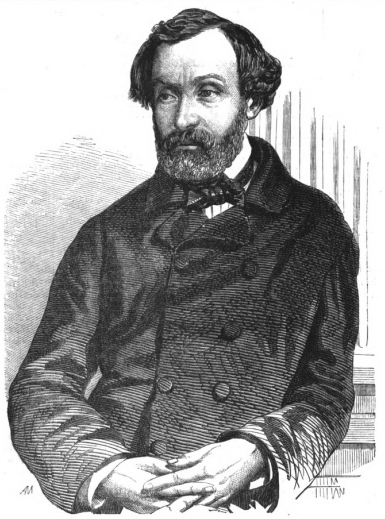
Giuseppe Montanelli.

Giuseppe Montanelli, född den 21 januari 1813 i Fucecchio i Toscana, död där den 17 juni 1862, var en italiensk rättslärd, statsman och skriftställare.
Montanelli blev 1840 juris professor i Pisa och snart en av ledarna för det revolutionära partiet i Toscana samt deltog 1848 i kampen mot österrikarna. Storhertig Leopold satte den 27 oktober 1848 Montanelli och Francesco Domenico Guerrazzi i spetsen för en ny ministär, och 
efter storhertigens flykt i februari 1849 utsågs Montanelli, Guerrazzi och förre justitieministern Giuseppe Mazzoni att fungera som ett regeringstriumvirat. Sedan Guerrazzi erhållit diktatorisk myndighet i mars 1849, sändes Montanelli till Paris. 1859 återvände han till hemlandet, kämpade i den nationella kampen som frivillig och invaldes 1862 i italienska parlamentet. Montanellis märkligaste litterära arbete är Memorie sull'Italia e specialmente sulla Toscana 1814–50 (2 band, 1853–1855). Som skönlitterär skriftställare skrev han bland annat för fru Ristori tragedin Camma (1857).